# 유근수
유근수는 대한제국 군인 출신의 일제강점기 경찰이다. 한국에서 유도를 처음 시작했던 이들 중 한 명이기도 하다.
유근수는 1902년 육군무관학교를 졸업하여 현재의 소위에 해당하는 참위로 임관한 대한제국의 군인이었다. 1907년 제국주의 일본에 의해 대한제국의 군대가 해산된 뒤 애국계몽운동을 주도했던 대한학회의 회원으로 참여했었으며 여기서 학교를 설립하기 위한 의연금 모금에도 동참했다. 체육은 국가의 부강과 개인의 행복을 실현하는 근원이므로 이를 급선무로 생각하고 확장시키자는 주장의 논설을 신문에 기고하기도 했다. 후에 독립운동가에서 친일파로 변절한 오현주의 남편 강낙원과도 가깝게 지내면서 그에게 유도와 검도를 가르친 것으로 추정된다. 서울 YMCA에 유도와 검도부를 운영하기도 했던 그는 경영을 포기하고 후에 일본 경찰 조직에 들어가 반민족 활동을 하였다. 1919년에는 대구경찰서 소속 형사의 자리에 있었다. 그가 운영했던 YMCA 유도, 검도부는 강낙원이 인수해 1921년부터 1923년까지 경영했다. 강낙원이 맡기 전에는 김상익과 박재영이 운영했으며 1923년 이후에는 한진희가 이를 맡았는데 많은 사람들이 바뀐 이유는 유도와 검도가 일제강점기 한국에서는 환영받지 못했기 때문이다.